# Aeritalia G.222
Aeritalia G.222 – włoski średni samolot transportowy krótkiego startu i lądowania (STOL).

## Historia
Samolot powstał z myślą o służbie w armiach NATO, jednak głównym użytkownikiem pozostały Włoskie Siły Powietrzne. Prace nad nową konstrukcją rozpoczęto w 1963 r. Prototyp został oblatany siedem lat później. Pierwsze dostawy 44. seryjnych samolotów do włoskich sił powietrznych miały miejsce w 1976 r. W trakcie eksploatacji opracowywano wersje rozwojowe, m.in. samolot walki elektronicznej G-222VS i samolot pożarniczy G-222SAA.
Stany Zjednoczone zakupiły w 1990 r. 10 sztuk tego samolotu, który oznaczono jako Alenia C-27J Spartan. Na bazie G.222 amerykański koncern Lockheed Martin razem z włoską Alenią zbudował zmodyfikowany samolot C-27J Spartan, wykorzystujący część wyposażenia i komponentów samolotu C-130J Super Hercules. Afganistan otrzymał w 2009 r. ok. 20 używanych egzemplarzy C-27A, sfinansowanych przez USA. Ze względu na znaczne zużycie zostały wkrótce potem zezłomowane.